# Patara
Pátara (em grego Πάταρα), posteriormente renomeada para Arsinoé (em grego Ἀρσινόη) foi uma grande cidade de comércio marítimo da Grécia Antiga, localizada na costa da Lícia, no sul da Ásia Menor, hoje Anatólia.
O poeta Ovídio menciona a cidade de Pátara, nas Metamorfoses, no verso 516, livro I. Como adjetivo latino: pataraeus (e -icus), a, um, que significa "de Pátara". Patareus, ei (ou -eos). cujo significado é Pataro ou Patareu. Termo atribuído ao deus Apolo, devido ao famoso oráculo do deus na cidade de Pátara. O deus, sob o epíteto de Patareu, é mencionado em uma das odes romanas: Delius et Patareus Apollo.

## História
Tornou-se famosa na Antiguidade por seu importante oráculo de Apolo. Foi conquistada por Alexandre Magno em 333 a.C. e depois de sua morte foi ocupada por Antígono I. Mais tarde passou para o domínio dos Ptolomeus do Egito, que a ampliaram e lhe deram o nome de Arsinoé, nome da esposa de Ptolomeu II Filadelfo. Em seguida foi conquistada sucessivamente por Rodes e Roma. 
Foi cristianizada logo no início do Cristianismo, e ali nasceram vários bispos da Igreja primitiva. Durante o Império Bizantino permaneceu um ponto de comércio e peregrinação, mas nas guerras contra os turcos foi abandonada, e hoje é um grande sítio arqueológico.